# Numărătoare inversă (film din 1980)
Numărătoare inversă  (în engleză The Final Countdown) este un film SF american din 1980 despre o navă de război care călătorește înapoi în timp, cu o zi înainte de Atacul de la Pearl Harbor de la 7 decembrie 1941.  Produs de Peter Vincent Douglas și Lloyd Kaufman (fondatorul Troma Entertainment) și regizat de Don Taylor, filmul are în distribuție actorii Kirk Douglas, Martin Sheen, James Farentino, Katharine Ross și Charles Durning.

## Prezentare
În 1980, portavionul USS Nimitz pleacă de la stația navală din Pearl Harbor pentru exerciții navale în mijlocul Oceanului Pacific. Nava preia un observator civil, Warren Lasky (Martin Sheen) – un analist de sisteme al companiei Tideman Industries care lucrează ca expert de eficiență al Departamentului de Apărare al SUA – la ordinul angajatorului său izolat, domnul Tideman, a cărui companie secretă a proiectat și a construit nava de război cu propulsie nucleară.
Odată ajuns pe mare, Nimitz întâlnește un vortex misterios, asemănător unei furtuni puternic încărcată electric. În timp ce nava trece prin ea, radarul și alte echipamente nu mai răspund și toți cei de la bord cad în agonie. Inițial nesigur de ceea ce li s-a întâmplat și după ce a pierdut contactul radio cu Comandamentul Flotei Pacificului SUA de la Pearl Harbor, căpitanul Yelland (Kirk Douglas), comandantul portavionului, se teme că ar fi putut avea loc un atac nuclear asupra insulei Hawaii sau în Statele Unite. Comandă alertă generală și lansează un avion de recunoaștere RF-8 Crusader. Aeronava se întoarce după ce a fotografiat Pearl Harbor, dar imaginile arată un rând intact de nave vechi de luptă ale flotei Pacificului, în stare perfectă, dintre care câteva au fost distruse în timpul atacului japonez de la Pearl Harbor din 7 decembrie 1941.
Când un contact de suprafață este observat pe radar, Yelland lansează două avioane de luptă Grumman F-14 Tomcat gata de alertă ale scadronului VF-84 pentru a le intercepta. Patrula observă cum un iaht civil din lemn este mitraliat și distrus de două avioane de luptă Mitsubishi A6M „Zero” al Marinei Imperiale Japoneze, ucigând trei membri ai echipajului. Avioanelor F-14 li se ordonă să alunge cele două avioane „Zero” fără să tragă, dar când acestea se îndreaptă din greșeală către Nimitz, Yelland le dă autorizație să le doboare. Nimitz salvează supraviețuitorii de pe iaht: proeminentul senator al SUA Samuel Chapman (Charles Durning), asistenta sa Laurel Scott (Katherine Ross), câinele ei Charlie și unul dintre cei doi piloți japonezi doborâți (Soon-Tek Oh). Comandantul Owens (James Farentino), un istoric amator, îl recunoaște pe Chapman ca politicianul care ar fi putut fi candidatul lui Franklin D. Roosevelt (și potențialul său succesor) în timpul candidaturii sale finale de realegere, dacă Chapman nu ar fi dispărut cu puțin timp înainte de atacul de la Pearl Harbor. 
Când o navă de cercetare Grumman E-2 Hawkeye descoperă grupul operativ al flotei japoneze mai la nord, în ape în care nu au patrulat, gata să-și lanseze atacul asupra Pearl Harbor, echipajul Nimitz realizează că au fost transportați înapoi în timp cu o zi înainte de atac. Yelland trebuie să decidă dacă să distrugă flota japoneză și să modifice cursul istoriei sau să stea deoparte și să permită istoriei să continue așa cum o știu ei. Civilii americani și pilotul japonez sunt ținuți izolați, dar în timp ce este interogat, pilotul japonez pune mână pe o pușcă, ucide două gărzi și ia ostatici pe Scott, Owens și Lasky. El amenință că îi va ucide dacă nu i se oferă acces la un radio pentru a avertiza flota japoneză despre Nimitz. Lasky îi spune comandantului Owens să recite și să descrie planurile secrete ale atacului japonez; pilotul japonez uluit este depășit și împușcat de marini. După aceea, Scott și Owens încep să aibă o atracție romantică.
Chapman este revoltat că Yelland știe despre atacul japonez iminent, dar nu a spus nimănui altcuiva și cere să fie dus la Pearl Harbor pentru a avertiza autoritățile navale. În schimb, Yelland îi ordonă lui Owens să zboare cu civilii și provizii suficiente cu elicopterul pe o insulă izolată din Hawaii, presupunând că în cele din urmă vor fi salvați. Când sosesc, Chapman își dă seama că a fost păcălit și folosește un pistol de semnalizare pentru a-l forța pe pilot să zboare la Pearl Harbor. În timpul unei lupte cu un alt membru al echipajului, pistolul se descarcă, distrugând elicopterul, iar Scott și Owens rămân eșuați pe insulă. Nimitz lansează o forță de lovitură masivă împotriva flotei japoneze care sosește, dar imediat după aceea, furtuna de vortex reapare. După o încercare zadarnică de a depăși furtuna, Yelland își amintește de forța de atac, iar nava și aeronavele sale revin în siguranță în 1980, lăsând trecutul relativ neschimbat. La întoarcerea navei Nimitz  Pearl Harbor, amiralii Flotei Pacificului se urcă pe navă pentru a investiga dispariția inexplicabilă a acesteia. Lasky părăsește nava împreună cu câinele lui Scott, Charlie, și îl întâlnește față în față pe misteriosul domnul Tideman. Se dezvăluie că Tideman este Owens mult mai în vârstă. El și soția sa, Laurel Scott, îl invită pe Lasky în autoturism deoarece au „mult de vorbit”.

## Distribuție

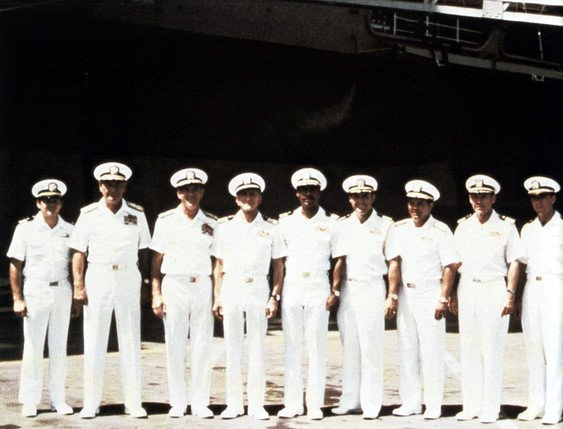
Kirk Douglas - Capt. Matthew Yelland (4th from left).

- Kirk Douglas - Captain Matthew Yelland, Commanding Officer, USS Nimitz. A fost tatăl producătorului filmului.
- Martin Sheen - Warren Lasky
- Katharine Ross - Laurel Scott
- James Farentino - Commander Dick Owens, Commander, Air Group Carrier Air Wing 8, apărând ulterior sub identitatea lui Richard Tideman, șeful Tideman Industries.
- Ron O'Neal - Commander Dan Thurman, Executive Officer, USS Nimitz
- Charles Durning - Senator Samuel S. Chapman
- Victor Mohica - Black Cloud, USS Nimitz weather officer
- James Coleman - Lieutenant Perry (credited - James C. Lawrence)
- Soon-Tek Oh - Imperial Japanese Navy Air Service Pilot Shimura
- Joe Lowry - Commander Damon
- Alvin Ing - Lieutenant Kajima
- Mark Thomas - Marine Corporal Kullman
- Harold Bergman - Bellman
- Richard Liberty - Lieutenant Commander Moss
- Lloyd Kaufman - Lieutenant Commander Kaufman

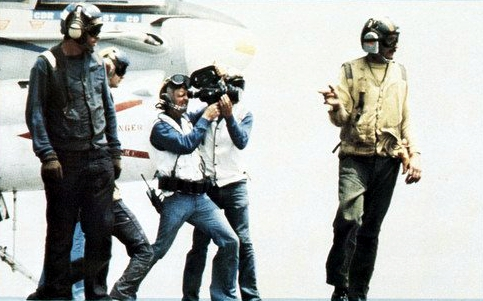

- Dan Fitzgerald - Doctor
- Peter Douglas - Quartermaster